# Mörk hornuggla
Mörk hornuggla (Asio stygius) är en fågel i familjen ugglor som förekommer i Central- och Sydamerika samt i delar av Västindien. Arten minskar i antal, men beståndet anses ändå vara livskraftigt.

## Utseende och läte

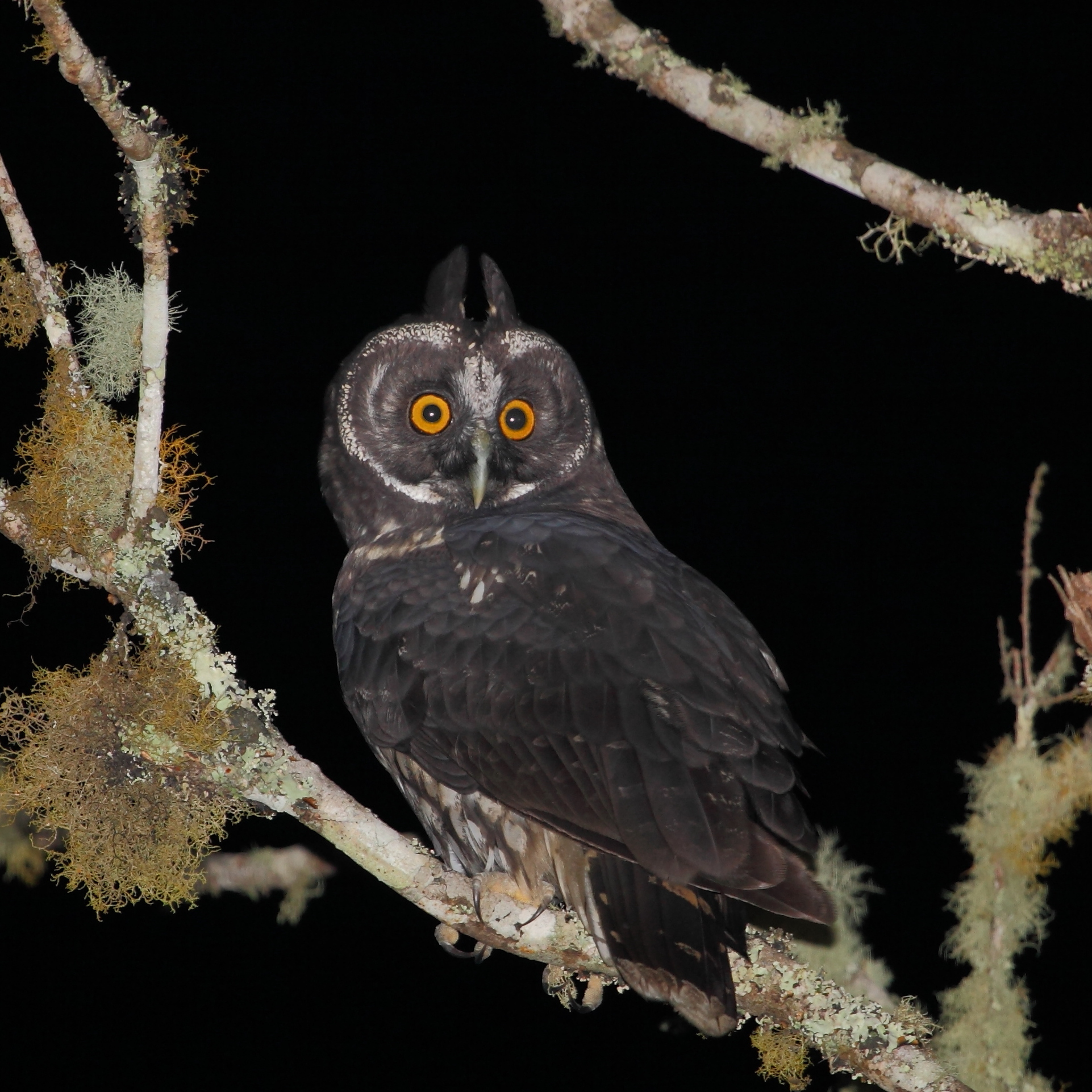

Mörk hornuggla är en stor (38–46 cm) och mörk uggla med tydliga örontofsar. Fjäderdräkten är nästan svartaktig med grovt fiskbensmönster på undersidan och vita ögonbryn. Sången består av enstaka dämpande hoanden, "boo". Bland lätena i övrigt hörs en ljusare vissling.

## Utbredning och systematik
Mörk hornuggla har en vid men fläckvis utbredning i Central- och Sydamerika. Den delas in i sex underarter med följande utbredning:
- Asio stygius lambi – förekommer i höglandet i västra Mexiko (sydvästra Chihuahua till Jalisco)
- Asio stygius robustus – förekommer i södra Mexiko (Guerrero och Veracruz) till Venezuela och Ecuador
- Asio stygius siguapa – förekommer på Kuba och Isla de la Juventud
- Asio stygius noctipetens – förekommer på Hispaniola och Gonâve
- Asio stygius stygius – förekommer från östra Bolivia till norra och sydöstra Brasilien och nordöstra Argentina
- Asio stygius barberoi – förekommer i Paraguay och norra Argentina

Tillfälligt har den påträffats i USA.

## Levnadssätt
Mörk hornuggla hittas i olika skogstyper där den kan häcka olika tider på året beroende på breddgrad och lokalt klimat. Födan består av små däggdjur som gnagare och fladdermöss, men tar även fåglar, reptiler, kräftdjur och insekter.

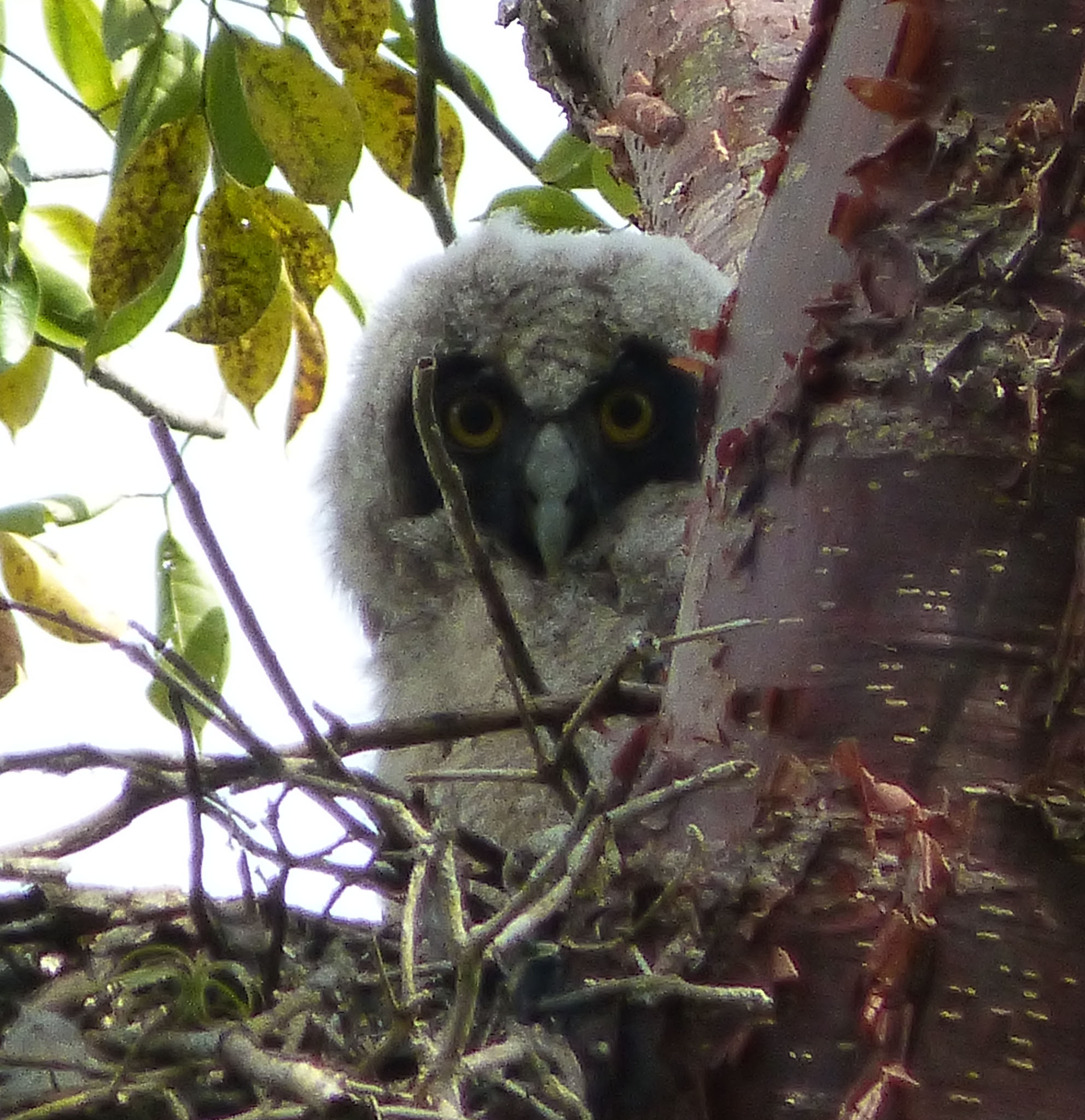
Unge av mörk hornuggla fotograferad på Kuba.

## Status och hot
Arten har ett stort utbredningsområde och en stor population, men tros minska i antal, dock inte tillräckligt kraftigt för att den ska betraktas som hotad. Internationella naturvårdsunionen IUCN kategoriserar därför arten som livskraftig (LC). Beståndet uppskattas till i storleksordningen 50 000 till en halv miljon vuxna individer.

## Taxonomi och namn
Mörk hornuggla beskrevs vetenskapligt av Johann Georg Wagler 1832. Fågelns vetenskapliga artnamn stygius syftar på den mytiska underjordiska floden Styx.